# Klitmøller Kirke
Klitmøller Kirke er en kirke i Klitmøller Sogn i Thisted Kommune. Kirken blev indviet 3. maj 1872 og er opført i røde mursten. Siden er kirken blevet restaureret i 1949, 1966/67 og indvendigt i 2000/01.
Sydvest for kirken findes en klokkestabel af svært tømmer samt en mindesten over 12 lokale fiskere, der krigsforliste i 1944. Derudover finder man på kirkegården et monument over Barken Sleipners 14 mand store besætning, samt et monument over fire lokale fiskere der druknede en uvejrsnat i 1892.
Alterbilledet er malet af dronning Louise, kong Christian 9.s hustru, efter kongeparrets besøg i 1882. Det forestiller Peters Vandring På Søen. Alterstagerne er af messing og stammer fra Thisted Kirke, hvor de i 1589 blev skænket af Anders Nielsen og Maren Gris. Dåbsfadet stammer ligeledes fra Thisted Kirke, og er fra 1650 og forestiller syndefaldet.

## Eksterne kilder og henvisninger
- Klitmøller Kirke hos KortTilKirken.dk